# جی. وارن کریگان
جی. وارن کریگان (انگلیسی: J. Warren Kerrigan؛ ۲۸ ژوئیهٔ ۱۸۷۹ – ۹ ژوئن ۱۹۴۷) هنرپیشه و کارگردان اهل ایالات متحده آمریکا بود. وی بین سال‌های ۱۹۱۰ تا ۱۹۲۴ میلادی فعالیت می‌کرد.

## گزیده فیلمشناسی
از فیلم‌ها یا برنامه‌های تلویزیونی که وی در آن نقش داشته‌است می‌توان به آثار زیر اشاره کرد.
- سامسون (فیلم ۱۹۱۴) (1914)
- واگن سرپوشیده (1923)
- هالیوود (فیلم ۱۹۲۳) (1923)